# San Pellegrino Terme
Ne doit pas être confondu avec Sanpellegrino S.p.A..
San Pellegrino Terme est une commune italienne d'environ 5 000 habitants située dans la province de Bergame, en Lombardie, dans le Nord-Ouest de l'Italie, célèbre pour son eau minérale pétillante.

## Histoire
Le Grand Hôtel et le Casino de San Pellegrino Terme sont inaugurés en 1906. Ces édifices de style "Liberty" sont commandés par la société d'eau minérale Sanpellegrino à l’architecte Romolo Squadrelli. Les lieux accueillent la royauté du monde entier, les ministres, les diplomates et les personnalités en tous genres.

## Culture

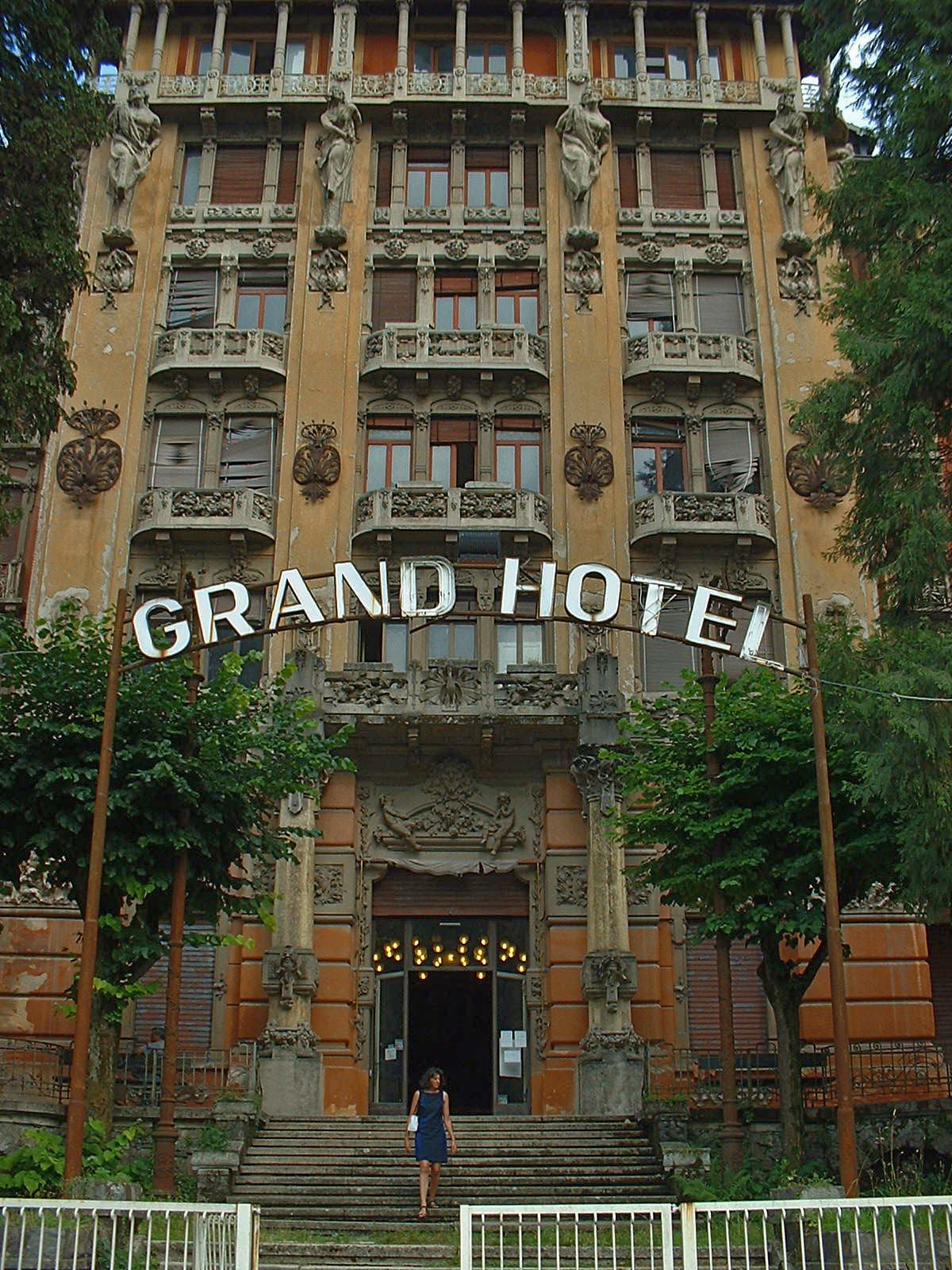
Le Grand Hotel de San Pellegrino.

## Film tourné à San Pellegrino
- Dernier Amour (Primo Amore) de Dino Risi (lieu où se situe la maison de retraite pour vieux comédiens La Pace (La Paix), dont de nombreux intérieurs tournés au Grand Hotel)

## Administration
| Période                                  | Période  | Identité        | Étiquette | Qualité |
| ---------------------------------------- | -------- | --------------- | --------- | ------- |
| depuis le 16 mai 2011                    | En cours | Vittorio Milesi | Insieme   |         |
| Les données manquantes sont à compléter. |          |                 |           |         |

### Hameaux
Santa Croce, Spettino, Antea, Frasnadello, Sussia

### Communes limitrophes
Algua, Bracca, Brembilla, Dossena, Gerosa, San Giovanni Bianco, Serina, Zogno

## Personnalités nées à San Pellegrino Terme
- Ivan Gotti (° 1969), coureur cycliste professionnel, double vainqueur du Tour d'Italie (1997 et 1999).

## Jumelages
- Burgdorf (Suisse) depuis 1989
- Larino (Italie) depuis 1989
- La Salle-les-Alpes (France) depuis 1989